# Comuna Târnova, Caraș-Severin
Târnova este o comună în județul Caraș-Severin, Banat, România, formată din satele Bratova și Târnova (reședința). Comuna este situată în apropiere de Reșița. Are două Biserici Ortodoxe: una cu hramul Pogorârea Sfântului Duh (1942) și alta cu Hramul Adormirea Maicii Domnului (1767). Preoții slujitori în localitate sunt Pr. Ion Ștefoni (preot la Tîrnova din 2008) și Pr. Sergiu Dalea (preot la Tîrnova din 2017). Se afla într-o o zonă de munte și are două intrări în localitate, dinspre Reșița și dinspre Soceni.

## Descrierea stemei
Stema comunei Târnova se compune dintr-un scut triunghiular cu marginile rotunjite, tăiat de un brâu de argint, undat, compus din trei valuri. În partea superioară, pe fond verde, se află două oi afrontate, de argint. În partea inferioară, pe fond roșu, este reprezentată o crenguță cu două mere și două frunze, de aur. Scutul este trimbrat de o coroană murală de argint cu un turn crenelat.
Semnificațiile elementelor însumate
Oile semnifică ocupația locuitorilor zonei, creșterea animalelor, în mod special a ovinelor. Brâul undat simbolizează râul Bârzava și lacul de acumulare Secu. Merele de aur reprezintă bogăția pomicolă a zonei. Coroana murală cu un turn crenelat semnifică faptul că localitatea are rangul de comună.

## Demografie
Componența etnică a comunei Târnova
     Români (92,13%)
     Alte etnii (7,87%)
Componența confesională a comunei Târnova
     Ortodocși (88,99%)
     Penticostali (1,47%)
     Alte religii (1,73%)
     Necunoscută (7,81%)
Conform recensământului efectuat în 2021, populația comunei Târnova se ridică la 1.499 de locuitori, în scădere față de recensământul anterior din 2011, când fuseseră înregistrați 1.731 de locuitori. Majoritatea locuitorilor sunt români (92,13%). Din punct de vedere confesional, majoritatea locuitorilor sunt ortodocși (88,99%), cu o minoritate de penticostali (1,47%), iar pentru 7,81% nu se cunoaște apartenența confesională.

## Politică și administrație
Comuna Târnova este administrată de un primar și un consiliu local compus din 11 consilieri. Primarul, Walter Florea[*], de la Partidul Național Liberal, este în funcție din 1 noiembrie 2024. Începând cu alegerile locale din 2024, consiliul local are următoarea componență pe partide politice:
|  | Partid                    | Consilieri | Componența Consiliului | Componența Consiliului | Componența Consiliului | Componența Consiliului |
|  | ------------------------- | ---------- | ---------------------- | ---------------------- | ---------------------- | ---------------------- |
|  | Partidul Național Liberal | 4          |                        |                        |                        |                        |
|  | Forța Dreptei             | 3          |                        |                        |                        |                        |
|  | Partidul Social Democrat  | 3          |                        |                        |                        |                        |
|  | Uniunea Salvați România   | 1          |                        |                        |                        |                        |

## ddPolitică și administrație
Comuna Târnova este administrată de un primar și un consiliu local compus din 11 consilieri. Primarul, Walter Florea[*], de la Partidul Național Liberal, a fost ales în 1 noiembrie 2024. Începând cu alegerile locale din 2016, consiliul local are următoarea componență pe partide politice:
|  | Partid                                       | Consilieri | Componența Consiliului | Componența Consiliului | Componența Consiliului | Componența Consiliului | Componența Consiliului | Componența Consiliului | Componența Consiliului |
|  | -------------------------------------------- | ---------- | ---------------------- | ---------------------- | ---------------------- | ---------------------- | ---------------------- | ---------------------- | ---------------------- |
|  | Partidul Social Democrat                     | 7          |                        |                        |                        |                        |                        |                        |                        |
|  | Partidul Național Liberal                    | 2          |                        |                        |                        |                        |                        |                        |                        |
|  | Partidul Alianța Liberalilor și Democraților | 1          |                        |                        |                        |                        |                        |                        |                        |
|  | Partidul Social Românesc                     | 1          |                        |                        |                        |                        |                        |                        |                        |

## Personalități
- Mihai Dalea (1917 - 1980), demnitar comunist

## Legături externe

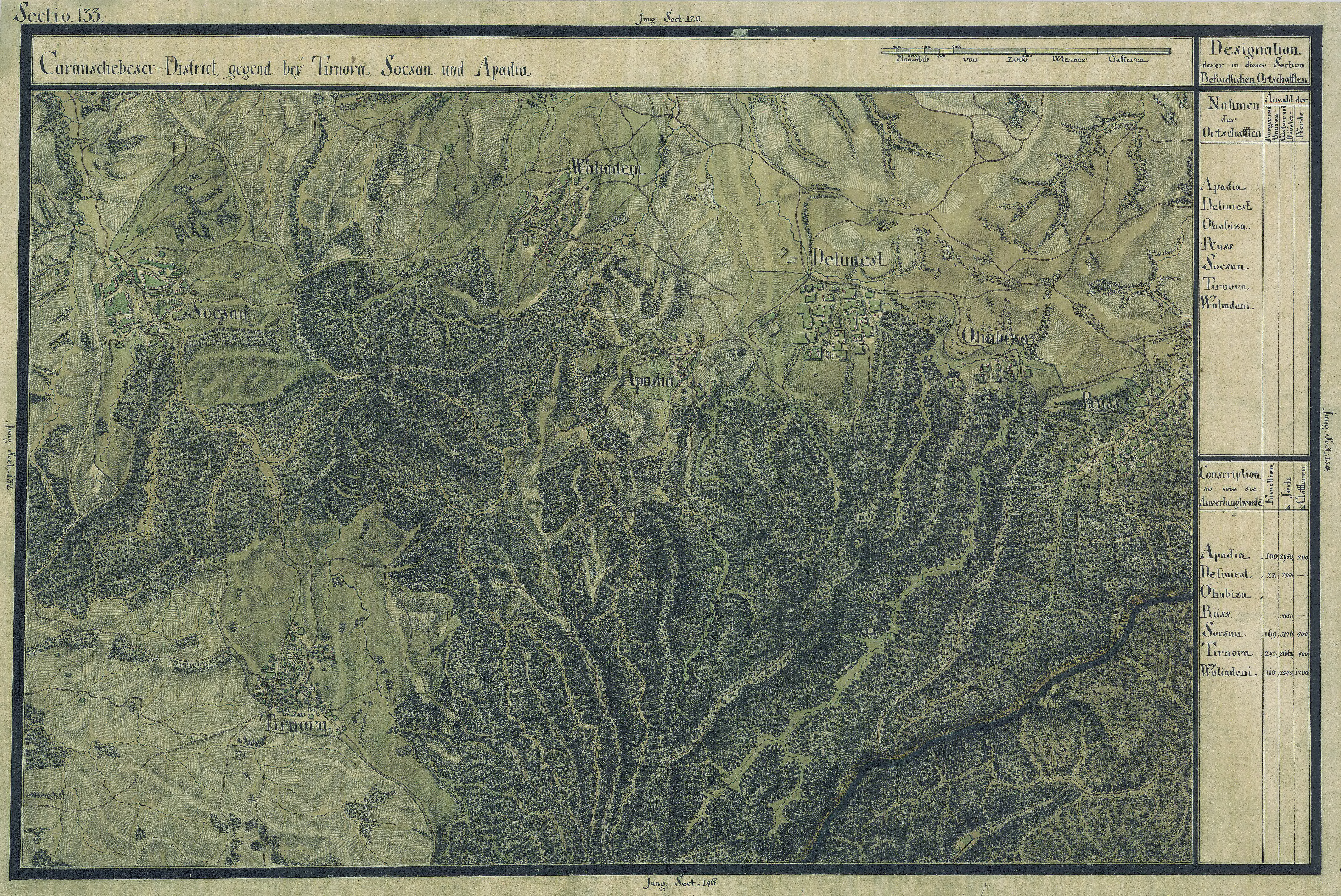
Târnova în Harta Iosefină a Banatului, 1769-72